# Allodape pernix
Allodape pernix là một loài Hymenoptera trong họ Apidae. Loài này được Bingham mô tả khoa học năm 1903.